# جوشوا غرين (نفساني)
جوشوا د. غرين (بالإنكليزية: Joshua D. Greene) هو عالم نفس تجريبي أمريكي وعالم أعصاب وفيلسوف. كما أنّه بروفيسور بعلم النفس في جامعة هارفارد. تتناول معظم أبحاثه وكتاباته الحكمَ أو المحاكمة الأخلاقية وصنع القرار. كما يركّز بحثه الأخير على القضايا الأساسية في العلوم الاستعرافية.

## التعليم والمهنة
تلقّى غرين دراسته الثانوية في مدرسة فورت لاودردال في فلوريدا. كما التحق لفترة وجيزة بكلية وارتون لإدارة الأعمال في بنسلفانيا قبل أن ينتقل إلى جامعة هارفارد. حصل على شهادة البكالوريوس في الفلسفة من جامعة هارفارد عام 1997، وتبعها حصوله على الدكتوراه في الفلسفة من جامعة برنستون بإشراف كلٍّ من ديفيد لويس وجيلبرت هارمان. كما كان بيتر سنجر في لجنة تحكيم أطروحته. تنتقد أطروحته التي قُدّمت عام 2002 بعنوان «الحقيقة الفظيعة، المروّعة، غير الجيدة، السيئة جدًّا، فيما يتعلّق بالأخلاق وما العمل حيال ذلك»، لغة الأخلاقيين الواقعيين والدفاع عن النفعية غير الواقعية كإطار أجدى لحل الخلافات.
عمل غرين كزميل ما بعد الدكتوراه في مختبر علم الأعصاب للمراقبة الإدراكية بجامعة برنستون قبل أن يعود إلى جامعة هارفارد عام 2006 كأستاذ مساعد. في عام 2011، أصبح أستاذًا مساعدًا لجون وروث هازل في العلوم الاجتماعية. وهو حاليًّا بروفيسور في علم النفس منذ عام 2014.

## نظرية العملية الثنائية
طوّر غرين وزملاؤه نظرية العملية الثنائية للمحاكمة الأخلاقية، مقترحين أنّ المحاكمات الأخلاقية تحدّد بكلا الاستجابات التلقائية والعاطفية من جهة والمحاكمة المنطقية الواعية المضبوط من جهة أخرى. يجادل غرين بشكل خاص أن «التوتّر أو المشاحنة المركزية» في الأخلاق، بين الواجبات أو الأخلاق الواجبة (النظريات الأخلاقية المعتمدة على الحقوق أو الواجبات) والعواقبية (النظريات المبنية على النتائج) تعكس المنافسة بين تأثيرات هذين النمطين من العمليات:
أظهر غرين وزملاؤه في إحدى أوائل التجارب التي اقترحت نموذجًا للعملية الثنائية الأخلاقية، أنّ إطلاق الناس للأحكام فيما يخصّ المعضلات الأخلاقية الشخصية (مثلًا ما إذا كان يجب دفع شخص واحد أمام عربة قادمة بهدف إنقاذ خمسة أشخاص آخرين) يشغل العديد من المناطق الدماغية المرتبطة مع العاطفة التي لم تفعّل بأحكام قد تكون أكثر «لا شخصية» (مثل ما إذا كان يجب كبس زر لإعادة توجيه عربة من مسار ستقتل فيه خمسة أشخاص لتسلك مسار قد تقتل فيه شخصًا واحدًا).
كما وجدوا أنّه بالنسبة للمعضلات التي تنطوي على مسائل أخلاقية «شخصية»، فإن أولئك الذين اتّخذوا خيارًا حدسيًّا غير منمّقًا قد استغرقوا وقتًا أطول في ردّ الفعل بالمقارنة مع أولئك الذين اتّخذوا قرارات أكثر إرضاءً عاطفيًّا.
قارنت دراسة متابعة بين المسائل الأخلاقية الشخصية «السهلة» التي يبدي فيها الأشخاص ردود فعل سريعة مع المعضلات «الصعبة» (مثل مشكلة جسر المشاة) التي تكون فيها ردود الأفعال بطيئة.
عند الاستجابة إلى القضايا الصعبة، أبدى الأشخاص الخاضعين لهذه الدراسة نشاطًا في قشرة الفص الجبهي الظهراني الجانبي (DLPFC) والفصوص السفلية الجدارية (وهي مناطق ترتبط مع المعالجة الإدراكية) بالإضافة إلى القشرة الحزامية الأمامية (التي اشتركت في تحري الخطأ بين مدخلين مشوشين، مثل مهمة ستروب). برهنت هذه المقارنة أن القضايا الأصعب تفعِّل مناطق مختلفة من الدماغ، لكنّها لم تُثبت حصول تفعيل متغاير لذات القضية الأخلاقية بحسب الإجابة المعطاة. أُنجز ذلك في القسم الثاني من الدراسة، التي أظهر فيها المؤلّفون أنّه بالنسبة لسؤال معين، فإنّ الأشخاص الذين اتّخذوا خيارات نفعية، كان لديهم نشاط أعلى في قشرة الفص الجبهي الظهراني الأمامي والفص الجداري السفلي الأيمن بالمقارنة مع الأشخاص الذين اتّخذوا خيارات غير نفعية.
كانت هاتان الدراستان متلازمتين، لكن اقترح آخرون منذ ذلك تأثيرًا سببيًّا للمعالجة العاطفية مقابل المعالجة الإدراكية على الأحكام الأخلاقية الواجبة مقابل الأحكام النفعية. كما أظهرت دراسة نشرها غرين عام 2008 أن الحمل الإدراكي يقود الأشخاص إلى استغراق وقت أطول عند اتخاد حكم أخلاقي نفعي، لكنّ لا تأثير له على زمن الاستجابة عند اتخاذ حكم غير منفعي، مقترحةً أنّه المعالجة النفعية تتطلّب مجهودًا إدراكيًّا أعلى.

## القبائل الأخلاقية
على غرار نظرية العملية الثنائية، بالإضافة إلى علم النفس التطوري وأعمال علمية عصبية أخرى، يكشف كتاب غرين «القبائل الأخلاقية» الذي نشر عام 2013، كيف يتصرّف الحدس الأخلاقي في العالم الحديث.
يفترض غرين أنّ البشر لديهم ميل غريزي تلقائي للتعاون مع الآخرين في مجموعتهم الاجتماعية وفقًا لسيناريوهات تراجيديا المشاع (أنا ضد نحن). على سبيل المثال، في لعبة استثمار تعاونية، يميل الأشخاص إلى فعل ما هو أفضل للمجموعة عندما يضغطهم الوقت أو عندما يكونون مستعدّين ل«اتخاذ المجازفة» وبشكل عكسي، قد يثبّط الفعل التعاوني بالحسابات العقلانية.
ومع ذلك، في مسائل الانسجام ضمن المجموعة (نحن ضدّهم)، يواجه هنا الحدس التلقائي مشكلة، وهي ما يسميها غرين «مأساة الأخلاق المنطقية». يقود نفس الولاء ضمن المجموعة والذي حقّق تعاونًا ضمن المجتمع إلى العداء بين المجتمعات. ردًّا على ذلك، يعرض غرين «تحليلًا» يستند إلى «تداول أو عملة مشتركة» يمكن لجميع الناس الاتفاق عليها، ويقترح أنّ النفعية (أو بحسب وصفه «البراغماتية العميقة») هي مُهمّة لهذه المَهمّة.

### تناول العمل
تلقّى كتاب القبائل الأخلاقية عدّة مراجعات إيجابية.
انتقد توماس ناغل الكتاب من خلال اقتراح أن غرين سريع جدًّا في التوصّل إلى النفعية تحديدًا من الهدف العام الذي يتمثّل في بناء أخلاق حيادية، على سبيل المثال، يقول أنّ كلًّا من كانط ورولز عرضا مقاربات حيادية أخرى تجاه مسائل أخلاقية.
يصف الصحفي روبرت رايت فرضية غرين للانسجام الكوني بالطموحة، ويضيف: «أحبّ الطُموح!» لكنّه يدّعي أيضًا أن الناس يميلون لرؤية الحقائق بالطريقة التي تخدم مجموعاتهم، حتى في حال عدم وجود خلاف حول المبادئ الأخلاقية الكامنة التي تحكم النزاعات.
فيشرح رايت ذلك بقوله: «إذا كنا فعليًّا ميّالين إلى القبليّة، فربما لا تتعلّق المشكلة تمامًا بالرؤى الأخلاقية المختلفة وإنّما عن حقيقة بسيطة مفادها أن قبيلتي هي قبيلتي وأن قبيلتك هي قبيلتك». يستشهد كلٌّ من غرين وبول بلوم بالدراسات التي قُسّم فيها الناس عشوائياً إلى مجموعتين، ففضّلوا على الفور أعضاء مجموعتهم الخاصة بتخصيص الموارد (حتى عندما عرفوا أن المهمة كانت عشوائية). بدلاً من ذلك، يقترح رايت أن: «تغذية بذور التنوير الأصلية لقبائل العالم هي رهان أفضل من محاولة تحويل كل القبائل إلى النفعية (كلاهما أكثر نجاحًا على الأرجح، وأكثر فاعلية إذا ما حدث ذلك)».

## الجوائز والامتيازات
حاز غرين على جائزة ستانتون لعام 2012 من قبل مجتمع الفلسفة وعلم النفس.
كما كوفِئَ غرين عام 2013 بجائزة روزلين أبرامسون، التي تعطى سنويًّا للهيئة التدريسية في جامعة هارفارد «كتقدير لتفوّقه ودقّته في تعليم الطلاب الجامعيين».